# Eugen Langen
Eugen Langen (Colonia, 9 ottobre 1833 – Elsdorf, 2 ottobre 1895) è stato un inventore tedesco.
Nel 1864 incontrò Nikolaus August Otto, inventore del primo motore a combustione interna a quattro tempi. Nel 1867 essi fabbricarono insieme un primo motore, che fu esposto a Parigi, e nel 1869 fondarono la Gasmotorenfabrik Deutz, la più importante fabbrica di motori dell'Ottocento.

## Biografia

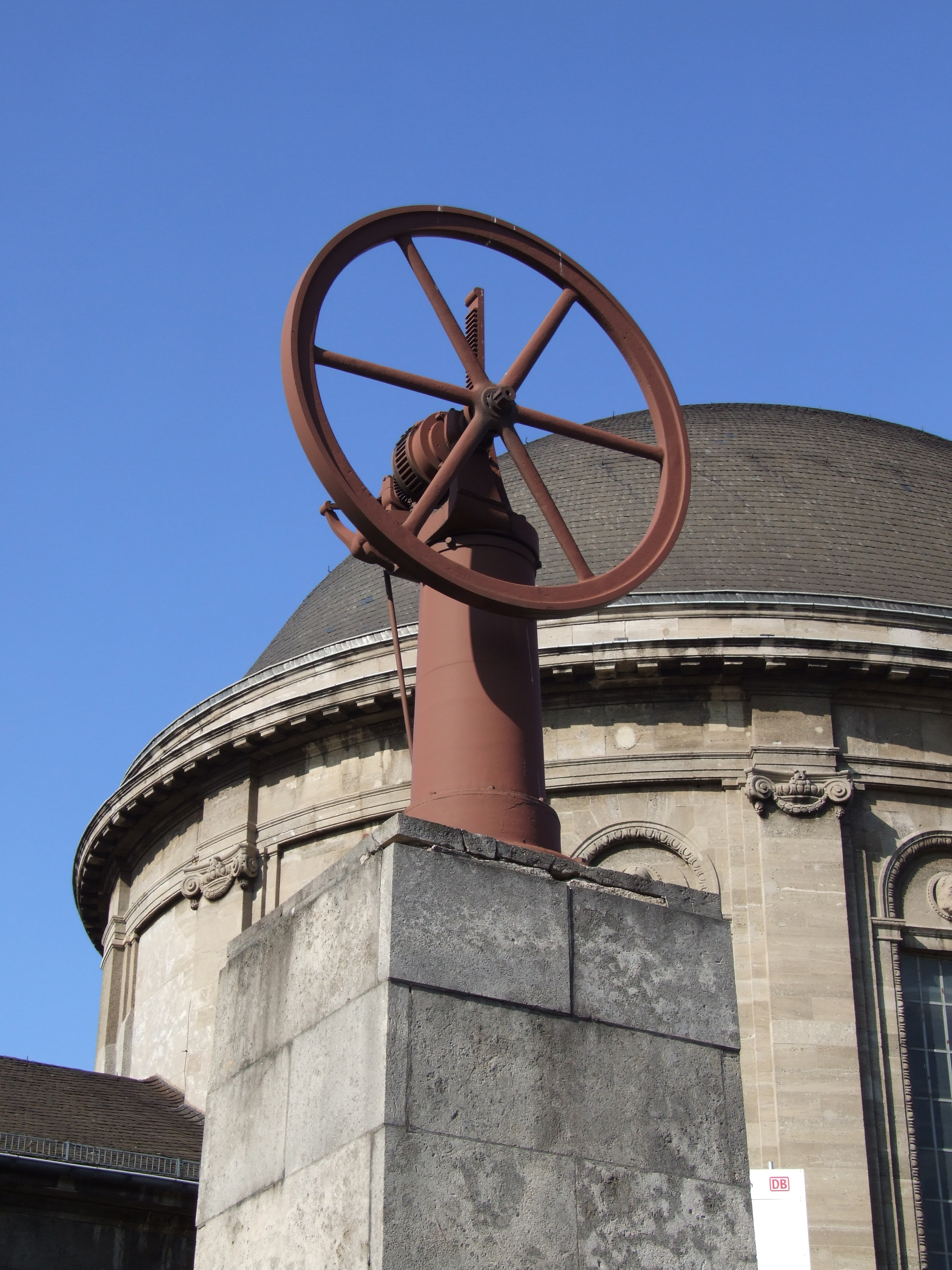
Monumento presso Bahnhof Köln Messe/Deutz

Figlio di un produttore di zucchero, Johann Jakob Langen (1794–1869), che fondò la Zuckerfabrik Schleußner & Heck nel 1845, condusse l'azienda assieme a Carl Otto, Gustav e Emil con il nome J. J. Langen & Söhne. Nel 1857 Eugen Langen dopo il diploma presso il Politecnico di Karlsruhe, per suo fratello Emil in azienda.
Nel 1864 Langen seguì il lavoro di Nikolaus August Otto e, nel tempo libero, al miglioramento del motore a combustione interna del francese Étienne Lenoir. Egli riconobbe il potenziale del lavoro di Otto e dopo un mese fondò insieme a lui la prima fabbrica al mondo di motori, la N. A. Otto & Cie. Alla Esposizione universale di Parigi del 1867 espose il Flugkolbenmotor, vincendo la medaglia d'oro.
Successivamente fondò la Deutz con capitale esterno, la Gasmotorenfabrik Deutz, che sarebbe divenuta la Klöckner-Humboldt-Deutz, l'odierna Deutz AG. Il debito di Otto fu di 18.000 talleri verso Langen. Per garantire la produzione, assunse i meccanici Gottlieb Daimler e Wilhelm Maybach. Otto poté ora proseguire nello sviluppo del motore a quattro tempi.
Nel 1870 fondò con Emil Pfeifer e suo figlio Valentin Pfeifer la Pfeifer & Langen, uno dei migliori produttori di zucchero.

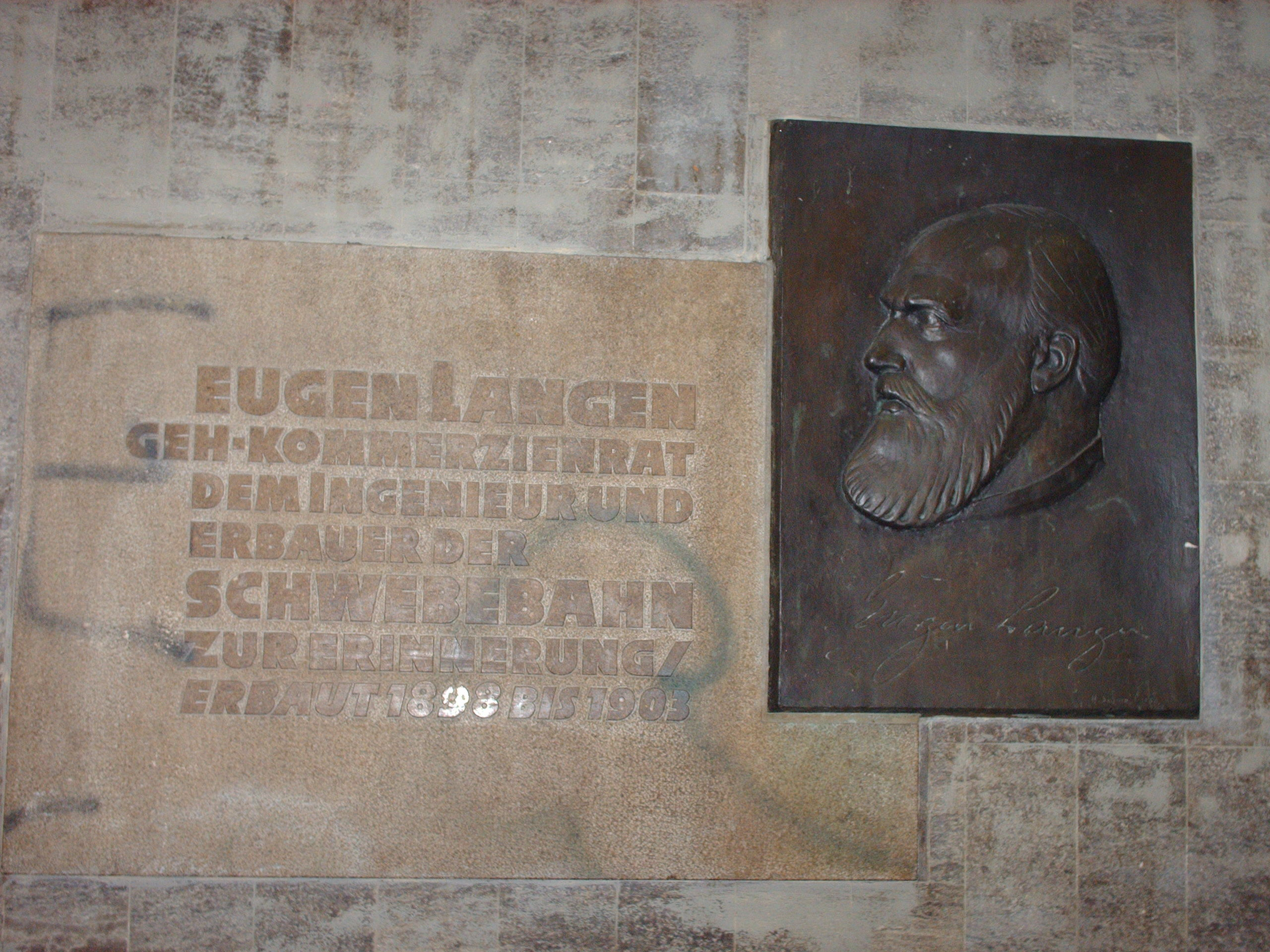
Targa presso la Wuppertaler Schwebebahn

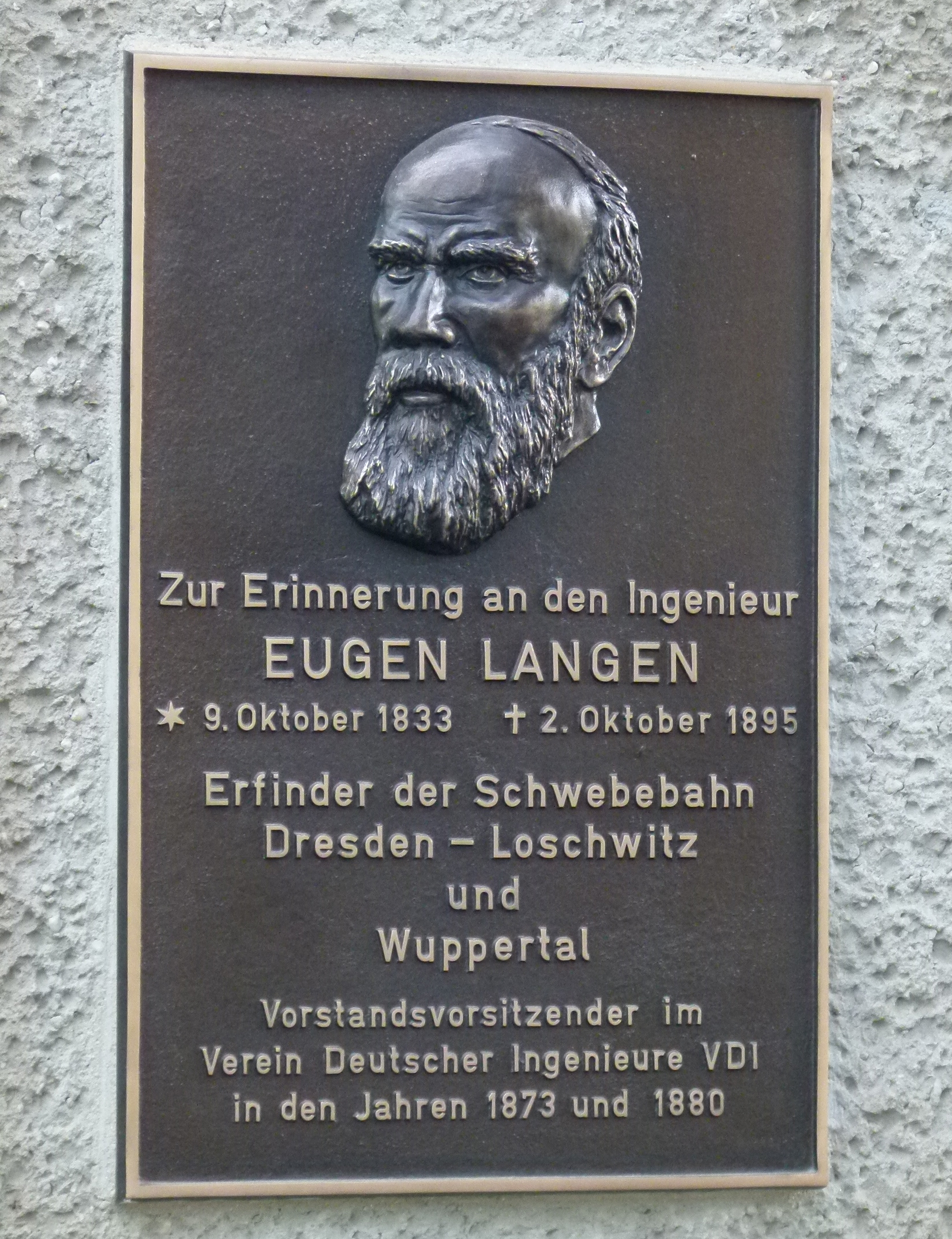
Targa presso la Dresdner Schwebebahn

Anche in ambito ferroviario Langen ebbe successo: fu ingegnere presso la Westwaggon. Il 28 dicembre 1894 si sedette sulla sua ferrovia sospesa divenendo il padre della Wuppertaler Schwebebahn. Il termine "Schwebebahn" non è tecnicamente corretto come lo stesso Langen definì:
Sviluppò la Schwebebahn Dresden, lunga 13,3 km dalla valle di Wuppertal a Dresda(274 m). Morì il 2 ottobre 1895 presso la residenza Haus Etzweiler a Elsdorf a causa di un'intossicazione alimentare da pesce avariato, mangiato per l'inaugurazione del Canale di Kiel. Giacque presso la tomba di famiglia al Melaten-Friedhof di Colonia, Lage: HWG zwischen Lit. E und Lit. F .
Oggi presso Elsdorf e Wuppertal vi sono vie intitolate a Eugen Langen, così come a Karlsruhe, Schwerin e Colonia. Un monumento a Colonia è stato posato nel 1990, Un busto in pietra è presente presso la Kölner Ratsturm, con un pistone in mano e un sacco di zucchero ai suoi piedi. La sua figura è stata scolpita da Theo Heiermann.